# Oxtjärnen (Särna socken, Dalarna)
Oxtjärnen är en sjö i Älvdalens kommun i Dalarna och ingår i Dalälvens huvudavrinningsområde.